# Toxospathius auriventris
Toxospathius auriventris är en skalbaggsart som beskrevs av Bates 1891. Toxospathius auriventris ingår i släktet Toxospathius och familjen Melolonthidae. Inga underarter finns listade i Catalogue of Life.